# 中華民國陸軍第六軍團指揮部

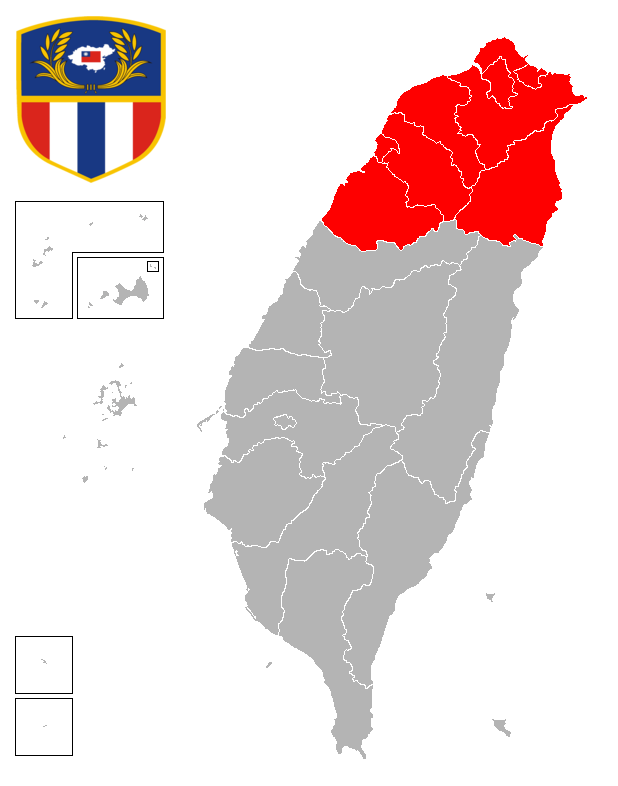
陸軍第六軍團指揮部的轄區範圍臺灣北部地區（基隆市、臺北市、新北市、桃園市、新竹市、新竹縣、苗栗縣、宜蘭縣）。

陸軍第六軍團指揮部（英語：The 6th  Army Command；簡稱：「陸軍第六軍團」、「陸軍六軍團」、「六軍團」，隊名：「前鋒部隊」），為中華民國陸軍下轄軍團之一，係中華民國國軍駐守於北臺灣（基隆市、臺北市、新北市、桃園市、新竹市、新竹縣、苗栗縣、宜蘭縣）轄區的陸軍部隊，轄區面積約9,173.8平方公里，總兵力約三萬二千人，指揮官與副指揮官編階陸軍中將。在戰時，第六軍團將負責第三作戰區的作戰指揮和軍事管制，統一指揮作戰區內的三軍力量和警政單位。前身為陸軍第一野戰軍團。

## 任務
第三作戰區：由陸軍第六軍團負責作戰指揮任務，本防區範圍為臺灣本島後龍溪（含）與和平溪（不含）以北地區及其近海離島，依法統一指揮作戰區內的陸、海、空軍、民、政、警等單位。由於本防區範圍人口眾多，且包含了中華民國首都同時亦是臺灣政經中樞所在地－臺北都會區，因此有別於陸軍第八軍團、陸軍第十軍團的副指揮官領少將軍銜，第六軍團的副指揮官是領中將軍銜。第六軍團因為須防守台灣海峽最窄處及衛戍首都圈，所以是陸軍擁有最多兵力及最多主力戰車的軍團。

## 沿革

### 戡亂時期
- 1950年6月1日，由陸軍淞滬防衛司令部、陸軍舟山防衛司令部、陸軍第十三軍司令部、陸軍第九兵團司令部之幹部合併整編為「臺灣北部防守區司令部」，司令部初設於臺北公館，司令石覺中將。[3]
- 1950年6月1日，由陸軍第九十九軍與陸軍第五十四軍合併整編為臺灣東部防守區司令部，駐地花蓮，司令闕漢騫中將。 [3][4]轄第九十二師（1950年5月進駐馬祖）、第十三師（1950年10月進駐馬祖）。
- 1953年8月1日，臺灣東部防守區司令部因任務調整，駐地變更至臺中成功嶺，並更名為陸軍預備兵團司令部。 [4]
- 1954年5月1日，臺灣北部防守區司令部與預備兵團司令部合併整編為「陸軍第一軍團司令部」，奉令於兩個月內整編完成，初期在臺北公館辦公，司令胡璉二級上將。隸屬陸軍總司令部。 [5]
- 1954年6月，變更駐地為桃園中壢龍岡。[4]
- 1954年7月1日，「陸軍第一軍團司令部」正式整編成軍。
- 1976年1月1日，變更番號為「陸軍第三軍團司令部」。 [5]
- 1976年8月16日，變更番號為「陸軍第六軍團司令部」，司令李家馴中將 [5]

### 精進時期
- 2006年3月1日，應國防組織法（精進案）規定，更銜為「陸軍第六軍團指揮部」。 [5]

## 指揮管轄

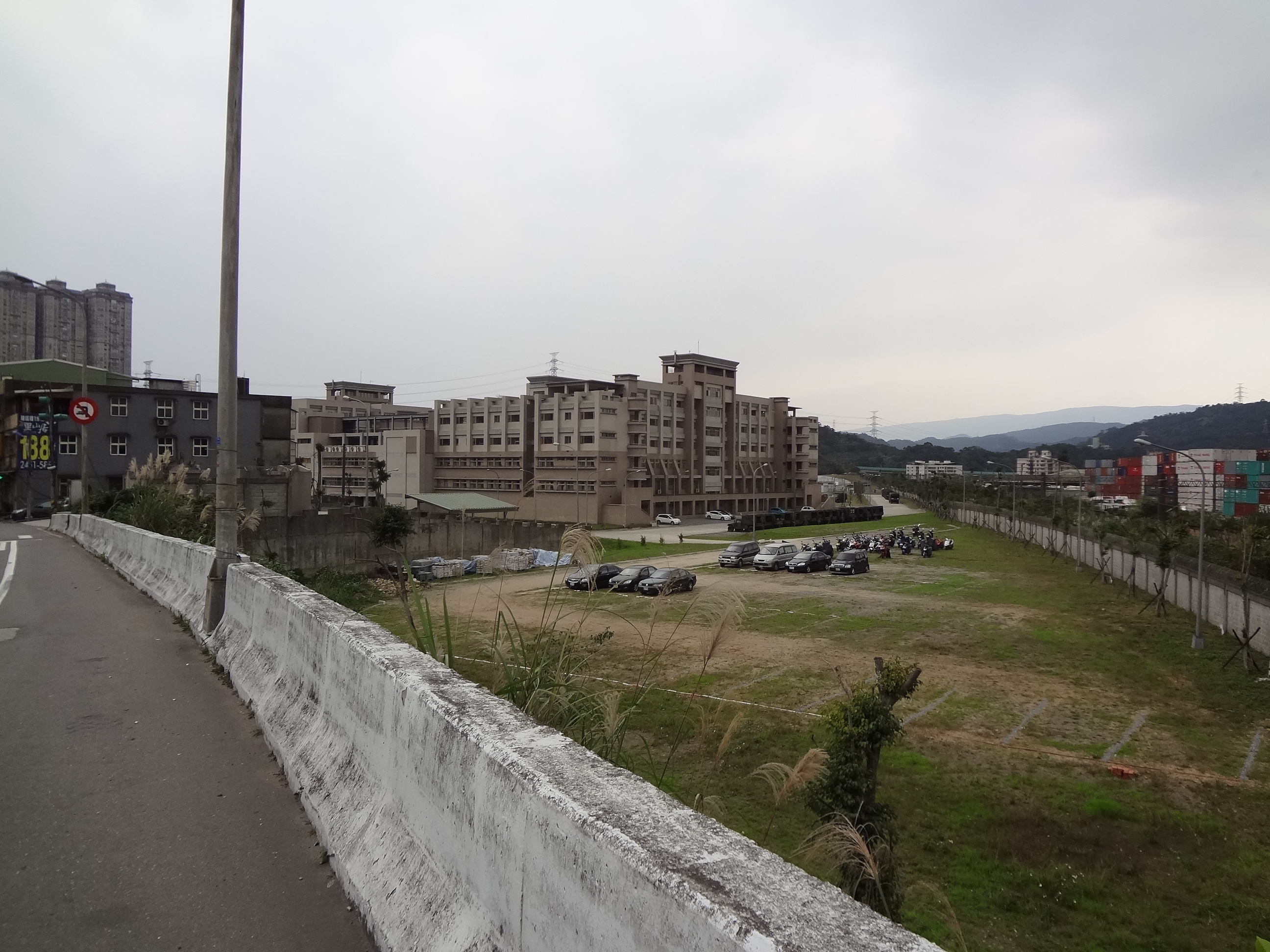
陸軍第六軍團指揮部北五堵營區

- 陸軍第六軍團指揮部
指揮官 一位 中將
副指揮官 一位 中將
參謀長 一位 少將
副參謀長 二位 上校
政戰主任 一位 少將
副政戰主任 二位 上校
軍團士官督導長 一位 一等士官長
　
直屬單位
本部連
憲兵連
步兵營（駐臺灣桃園市龍潭區）[6]
化學兵第三三群（駐臺灣桃園市中壢區）——“龍騰部隊”
工兵第五三群（駐臺灣桃園市八德區）——“龍華部隊”
砲兵第二一指揮部（駐臺灣桃園市平鎮區）——“金鷹部隊”
　
下屬單位
  - 陸軍關渡地區指揮部（駐臺灣新北市淡水區）——“虎嘯部隊”
  - 陸軍蘭陽地區指揮部（駐臺灣省宜蘭縣三星鄉）——“黃龍部隊”
  - 陸軍機械化步兵第二六九旅（駐臺灣桃園市楊梅區）——“雄獅部隊”
  - 陸軍裝甲第五四二旅（駐臺灣省新竹縣湖口鄉）——“迅雷部隊”
  - 陸軍裝甲第五八四旅（駐臺灣省新竹縣湖口鄉）——“登步部隊”
  - 陸軍步兵第一五三旅（駐臺灣省宜蘭縣宜蘭市）——“翔龍部隊”
  - 陸軍步兵第二〇六旅（駐臺灣省新竹縣關西鎮）——“威武部隊”
  - 陸軍步兵第一〇九旅（駐臺灣桃園市楊梅區）——“虎躍部隊”，原陸軍北區專長訓練中心，2021年1月1日擴大整編為陸軍步兵第一〇九旅（駐臺灣桃園市中壢區）[7]
  - 陸軍步兵第二四九旅（駐臺灣省苗栗縣頭份市）——“龍虎部隊”
  - 陸軍基隆市後備旅（駐臺灣省基隆市）
  - 陸軍臺北市後備旅（駐臺灣臺北市）
  - 陸軍新北市後備旅（駐臺灣新北市）
  - 陸軍宜蘭縣後備旅（駐臺灣省宜蘭縣宜蘭市）
  - 陸軍桃園市後備旅（駐臺灣桃園市）
  - 陸軍新竹後備旅（駐臺灣省新竹市）
  - 陸軍苗栗縣後備旅（駐臺灣省苗栗縣苗栗市）

　
配屬單位
  - 陸軍第三地區支援指揮部（駐臺灣桃園市中壢區）——“承勤部隊”指揮官 一位 少將
    - 運輸兵群

## 歷任主官

### 歷任司令、指揮官

#### 陸軍第一野戰軍團司令
1. 胡璉（1954年6月─1957年7月），陸軍官校第四期，官至總統府戰略顧問（一級上將）。
2. 羅列，陸軍官校第四期，後任副參謀總長兼執行官（二級上將）。
3. 袁樸，陸軍官校第一期，後任陸軍副總司令（二級上將）。
4. 唐守治，陸軍官校第五期，後任陸軍副總司令、副參謀總長官至國防部總政治作戰部主任。
5. 羅友倫（1961年7月─1964年9月），陸軍官校第七期，前陸軍官校校長、憲兵司令部司令，後任國防部參謀次長、海軍陸戰隊司令部司令、總政治作戰部主任、聯勤總司令、官至總統府國策顧問（二級上將），子為羅文山（前陸軍中將）。
6. 鄭為元（1964年9月─1966年9月），陸軍官校第八期，官至國防部長、總統府戰略顧問（二級上將）。
7. 田樹樟，陸軍官校第十一期，後任警備副總司令，官至退輔會副主任委員。
8. 郝柏村（1970年─1973年），陸軍官校第12期，官至參謀總長、國防部長、行政院長（一級上將）。
9. 茍雲森（1973年2月16日─1974年12月27日），陸軍官校第15期，於軍團司令任內遇演習墜機殉職。
10. 李家馴（1975年1月25日─1976年1月1日），陸軍官校第14期，後改番號為第三軍團司令，官至陸軍副總司令（中將）。

#### 陸軍第三軍團司令
1. 李家馴（1976年1月1日─1976年8月16日），陸軍官校第14期，後改番號為第六軍團司令，官至陸軍副總司令（中將）。

#### 陸軍第六軍團司令
1. 李家馴（1976年8月16日─1977年3月31日），陸軍官校第14期，後任金門防衛司令部司令官（陸軍中將），官至陸軍副總司令（陸軍中將）。
2. 蔣仲苓（1977年4月1日─1979年12月31日），陸軍官校第16期，後任金門防衛司令部司令官，陸軍總司令，副參謀總長兼執行官，總統府參軍長，官至國防部長、總統府資政（二級上將）。
3. 許歷農（1980年1月1日─1981年11月30日），陸軍官校第16期，後任金門防衛司令部司令官，總政治作戰部主任，官至退輔會主委、總統府國策顧問（二級上將）。
4. （1981年12月1日─1983年6月30日），陸軍官校第17期，任期屆滿軍職外調，官至第六軍團司令（陸軍中將）。
5. 羅本立（1983年7月1日─1985年7月31日），陸軍官校第22期，官至參謀總長、總統府戰略顧問（一級上將）。
6. 程邦治（1986年8月1日─1988年5月31日），陸軍官校第22期，官至三軍大學校長、總統府戰略顧問（二級上將）。
7. 陳廷寵（1988年6月1日─1990年4月30日），陸軍官校第24期，官至總統府參軍長、戰略顧問（二級上將）。
8. 羅文山（1990年5月1日─1992年8月31日），陸軍官校第28期，官至聯勤副總司令（中將），父為前司令羅友倫（二級上將），也是六軍團的歷任主官中首次出現了父子檔。
9. 李建中（1992年9月1日─1994年5月31日），陸軍官校第29期，官至軍管區司令部兼海岸巡防司令部司令（二級上將），為國軍少數美軍突擊兵結訓將領之一。
10. 童兆陽（1994年6月1日─1996年6月30日），陸軍官校第34期，官至陸軍副總司令（中將）。
11. 鄧祖琳（1996年7月1日─1998年3月31日），陸軍官校第35期，官至總政戰局長、退輔會主委（二級上將）。
12. 王詣典（1998年4月1日─1999年7月15日），陸軍官校第37期，官至聯勤副總司令、國防部聯督部主任（中將）。
13. 戴伯特（1999年7月16日─2002年6月30日），陸軍官校第38期，官至聯合後勤司令部司令、總統府戰略顧問（二級上將）。
14. 胡鎮埔（2002年7月1日─2004年5月31日），陸軍官校第40期，官至總政戰局長、陸軍司令、退輔會主委（二級上將）。

#### 陸軍第六軍團指揮官
| 任次 | 圖像 | 姓名   | 任期                          | 備註 |
| ---- | ---- | ------ | ----------------------------- | --- |
| 1    |      | 雷光旦 | 2004年6月1日－2006年10月31日  | 陸軍官校第41期 官至陸軍副司令（中將） |
| 2    |      | 程士瑜 | 2006年11月1日－2007年6月20日  | 陸軍官校第43期 官至陸軍司令部委員（中將），因犯貪瀆罪遭判有期徒刑16年半、褫奪公權6年定讞 |
| 3    |      | 吳斯懷 | 2007年7月1日－2009年6月30日   | 陸軍官校第43期 歷任陸軍澎湖防衛司令部司令、參謀本部作戰次長、陸軍教準部指揮官、聯準室主任，官至陸軍副司令（中將） 第10屆立法委員（全國不分區與僑居國外國民）                                      |
| 4    |      | 邱國正 | 2009年7月1日－2011年4月30日   | 陸軍官校第45期、美國陸軍戰爭學院 歷任陸軍第六軍團副司令、參謀本部作戰次長、後備司令、國防大學校長、國防部軍備副部長，陸軍司令，官至參謀總長（二級上將），退伍後任退輔會主委、國安局長、國防部長。 |
| 5    |      | 朱玉書 | 2011年5月1日－2012年10月31日  | 陸軍官校第46期（1977年班；民國66年班） 官至副參謀總長（中將） |
| 6    |      | 陳泉官 | 2012年11月1日－2013年12月31日 | 陸軍官校第48期（1979年班；民國68年班）、中央EMBA碩士 歷任陸軍裝訓部指揮官暨裝校校長、參謀本部人事次長、國防部常務次長、國防部參事、陸軍教準部指揮官，官至陸軍副司令（中將） 任內爆發洪仲丘事件    |
| 7    |      | 王信龍 | 2014年1月1日－2015年2月10日   | 陸軍官校專1期（1980年班；民國69年班） 歷任陸軍第六軍團副指揮官、參謀本部人事次長、國防部常務次長、陸軍司令、國防大學校長、國防部軍備副部長，現任總統府戰略顧問                                    |
| 8    |      | 任季男 | 2015年2月11日－2017年3月31日  | 陸軍官校第50期（1981年班；民國70年班） 歷任陸軍馬祖防衛指揮部指揮官、陸軍第六軍團副指揮官，官至陸軍第六軍團指揮官（中將）                                                                         |
| 9    |      | 徐衍璞 | 2017年4月1日－2018年11月30日  | 中正預校1期、陸軍官校52期（1983年班；民國72年班）、元智資管系碩士、淡江戰略所博士生 官至國防部軍備副部長(二級上將) 為國軍歷史上首位臺灣原住民血統出身的軍團指揮官                                 |
| 10   |      | 黃金財 | 2018年12月1日－2019年7月31日  | 陸軍官校54期（1985年班；民國74年班） 為首位臺灣本省籍出身的陸軍第六軍團指揮官 |
| 11   |      | 楊基榮 | 2019年8月1日－2020年10月31日  | 陸軍官校專7期（1986年班；民國75年班）（中將） 原任六軍團副指揮官 後調任陸軍後勤指揮部指揮官 現任國防部常務次長                                                                                    |
| 12   |      | 鍾樹明 | 2020年11月1日－2022年8月31日  | 陸軍官校55期（1986年班；民國75年班）（中將） 原任總統府侍衛長 現任國防部軍備副部長(二級上將) |
| 13   |      | 葉國輝 | 2022年9月1日－2023年10月31日  | 陸軍官校57期（1988年班；民國77年班）（中將） 原任作戰及計劃參謀次長 後調任陸軍教準部指揮官 |
| 14   |      | 李天龍 | 2022年11月1日－2025年1月15日  | 陸軍官校58期（1989年班；民國78年班）（中將） 原任作戰及計劃參謀次長 |
| 15   |      | 陳文星 | 2025年1月16日－現任           | 陸軍官校59期（1990年班；民國79年班）（中將） 原任作戰及計劃參謀次長 |

### 歷任（副司令）副指揮官

#### 陸軍第六軍團副指揮官
| 任次 | 圖像 | 姓名   | 任期                          | 備註 |
| ---- | ---- | ------ | ----------------------------- | --- |
| 1    |      | 邱國正 | 2005年1月1日－2006年10月31日  | 陸軍官校第45期（1976年班；民國65年班） 歷任參謀本部作戰次長、第六軍團指揮官、後備司令、國防大學校長、國防部軍備副部長、陸軍司令、參謀總長（二級上將）、退輔會主委、國安局長、國防部長。         |
| 2    |      | 朱玉書 | 2006年11月1日－2008年3月15日  | 陸軍官校第46期（1977年班；民國66年班） 歷任第六軍團指揮官、陸軍副司令，官至副參謀總長（中將）                                                                                                   |
| 3    |      | 鄭德美 | 2008年3月16日－2008年9月30日  | 陸軍官校第47期（1978年班；民國67年班） 歷任馬英九政府總統府侍衛長、第八軍團指揮官、陸軍副司令、國防大學校長、國防部軍備副部長、總統府戰略顧問（二級上將）                                       |
| 4    |      | 張榮中 | 2008年10月1日－2010年5月31日  | 陸軍官校第45期（1976年班；民國65年班） （中將） |
| 5    |      | 陳寶餘 | 2010年6月1日－2011年4月15日   | 陸軍官校第49期（1980年班；民國69年班） 歷任陸軍花防部指揮官、第十軍團指揮官、陸軍副司令、國防部副參謀總長執行官，官至參謀總長（二級上將）                                                       |
| 6    |      | 婁悌   | 2011年4月16日－2011年6月30日  | 陸軍官校第47期（1978年班；民國67年班） 官至國防部電展室主任（中將） |
| 7    |      | 王信龍 | 2011年7月1日－2012年6月30日   | 陸軍官校專科班第1期（1980年班；民國69年班） 歷任參謀本部人事次長、國防部常務次長、第六軍團指揮官、陸軍司令，現任國防部軍備副部長（二級上將）                                                    |
| 8    |      | 郝以知 | 2012年7月1日－2013年6月30日   | 陸軍官校第50期（1981年班；民國70年班）、政大外交系碩士 歷任陸軍司令部參謀長、陸軍金防部指揮官，官至陸軍副司令（中將）                                                                           |
| 9    |      | 任季男 | 2013年7月1日－2015年2月10日   | 陸軍官校第50期（1981年班；民國70年班） 曾任陸軍馬防部指揮官，官至第六軍團指揮官（中將） |
| 10   |      | 劉得金 | 2015年2月11日－2015年6月30日  | 陸軍官校第53期（1984年班；民國73年班）、美國國防大學國防工業碩士 歷任陸軍花防部指揮官、國防部電展室主任、八軍團指揮官、國防部總督察長                                                           |
| 11   |      | 白捷隆 | 2015年7月1日－2015年11月30日  | 成大土木系學士、陸軍官校第53期（1984年班；民國73年班）、政大外交系碩士 歷任陸軍第六軍團副指揮官、陸軍花防部指揮官、陸軍司令部參謀長（中將）、國防部資源規劃司司長，現任國防部全民防衛動員署署長 |
| 12   |      | 傅正誠 | 2015年12月1日－2017年3月31日  | 陸軍官校第54期（1985年班；民國74年班） （中將） |
| 13   |      | 鍾樹明 | 2017年4月1日－2017年9月30日   | 陸軍官校第55期（1986年班；民國75年班） （中將） |
| 14   |      | 羅德民 | 2017年10月1日－2018年6月30日  | 陸軍官校第55期（1986年班；民國75年班）、成大經濟所碩士 （中將） |
| 15   |      | 楊基榮 | 2018年7月1日－2019年7月31日   | 陸軍官校專7期（1986年班；民國75年班） （中將） |
| 16   |      | 劉協慶 | 2019年11月1日－2020年10月31日 | 陸軍官校第57期（1988年班；民國77年班） （中將） |
| 17   |      | 張俊志 | 2020年11月1日－2022年8月31日  | 陸軍官校第58期 （中將） |
| 18   |      | 劉沛智 | 2022年9月1日－2023年7月31日   | 陸軍官校第59期 （中將） |
| 19   |      | 劉暐欣 | 2023年8月1日－2024年8月31日   | 陸軍官校第60期 （中將） |
| 20   |      | 連志威 | 2024年9月1日－2025年2月15日   | 陸軍官校81年班 （中將） |
| 21   |      | 孔乃德 | 2025年2月16－現任             | 志願役預官班，1992年以少尉官階任職 （中將） |